# Woolton
Woolton – dzielnica w Liverpoolu, w Anglii, w Merseyside, w dystrykcie Liverpool. W 2011 miejscowość liczyła 12 921 mieszkańców.